# Orodes IV.

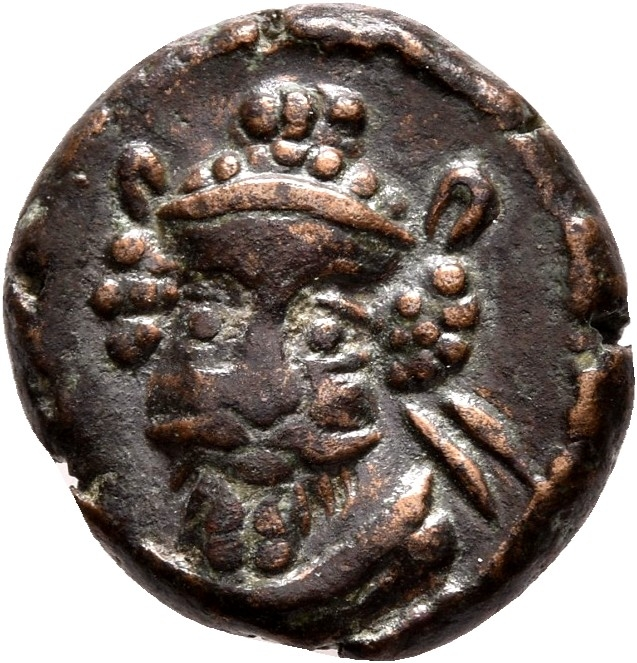
Münze des Orodes IV.

Orodes IV. war ein König in Elymais, der bisher nur von seinen Münzen bekannt ist, die wahrscheinlich in die zweite Hälfte des zweiten Jahrhunderts n. Chr. zu datieren sind. Sie tragen auf der Vorderseite die aramäische Legende König Orodes und zeigen den Kopf des Herrschers in Profil nach links schauend oder in Vorderansicht. Auf der Rückseite findet sich das Bild einer Frau mit der Legende Ulfan. Auf anderen Prägungen erscheint die Göttin Artemis. Da mehrere Herrscher des zweiten nachchristlichen Jahrhunderts in Elymais den Namen Orodes trugen, ist die genaue Anzahl der Herrscher stark umstritten.